# Hamster et Gretel
La Loi de Milo Murphy
Hamster et Gretel (Hamster & Gretel) est une série télévisée d'animation américaine créée par Dan Povenmire, l'un des créateurs de Phinéas et Ferb et diffusée depuis le 12 août 2022 sur Disney Channel.
En France, la série a été diffusée en avant-première le 1er mars 2023 puis à partir du 11 mars 2023 sur Disney Channel.

## Synopsis
Gretel Grant-Gomez et « Hamster », son hamster de compagnie se voient attribuer des super-pouvoirs par des extraterrestres, ainsi que la lourde responsabilité d’être des “héros sur Terre” ! Kevin, le grand frère de Gretel, a été délaissé par les extraterrestres et doit se contenter du rôle de “super-héros adjoint”. Cependant, c’est lui qui est le cerveau de chaque mission. Maintenant, Hamster et Gretel doivent sauver le monde des super-vilains, tout en gardant leur identité secrète !

## Distribution

### Voix originales
- Michael Cimino : Kevin Grant-Gomez
- Meli Povenmire : Gretel Grant-Gomez
- Beck Bennett : Hamster
- Joey King : Winifred « Fred » Grant
- Matt L. Jones : Dave Grant-Gomez
- Carolina Ravassa : Carolina Grant-Gomez
- Priah Ferguson : Bailey Carter
- Michael-Leon Wooley : Roman Carter
- Pamela Adlon : Nordle
- Liza Koshy : Veronica Hill
- Akintoye : Anthony
- Hiromi Dames : Hiromi Tanaka
- Abby Espiritu : Naya
- Dan Povenmire : Extraterrestres invisibles
- Joanna Hausmann : Extraterrestres invisibles
- Phil LaMarr : Professor Exclamation
- Alyson Stoner : Lauren / La Destructrice
- Brock Powell : Lyle / FistPuncher
- Carlos Alazraqui : El Luchador
- James Adomian : Rodney Thunderpants
- Casey Hamilton : Van Dyke
- Betsy Sodaro : Coach Haggerty
- Karina La Voz : La Cebolla
- Eric Bauza : CopyCat
- Thomas Sanders : Neighslayer
- Keith Ferguson : Dr Eelgood
- John DiMaggio : The X-terminator
- Khary Payton : The Amplifier
- Brock Powell : Bob Infantiburg / Big Baby
- Camryn Grimes : Tina
- Adam Rose : The Earworm
- Cree Summer : The East Side Bantam
- Diedrich Bader : The Imposter
- Brock Powell : Ernie
- Karalynn Dunton : Belle
- Diedrich Bader : Arthouse
- Richard Kind : Tchotchke Jones
- John Hodgman : Micromanager
- Isaac Robinson-Smith : Charlie / Father Goose
- Rachel Dratch : Helen / Rat Burglar

### Voix françaises
- Alexandre Nguyen : Kevin Grant-Gomez
- Kelly Marot : Gretel Grant-Gomez
- Antoine Tomé : Hamster
- Camille Timmerman : Winifred « Fred » Grant
- Ethel Houbiers : Carolina Grant-Gomez
- Michaël Aragones : Dave Grant-Gomez
- Patricia Legrand : Bailey Carter
- Nicolas Dangoise : Roman Carter, le principal Funderberk, Amplifier, Joe, Mayor Meyer
- Camille Donda : Veronica Hill et Mme Maybank
- Zina Khakhoulia : Hiromi Tanaka, Record Scratch
- Frédéric Souterelle : Pr Exclamation
- Jérémy Prévost : Rodney Thunderpants, Dr Jean Guille et l'alien mâle
- Bruno Magne : Van Dyke, coach Hrbeck, Van Dyke
- Marie-Laure Dougnac : Lauren / Destructress, coach Haggerty, Kathy, Melissa, Ronnie, La Sombrerona, Martina
- Cyrille Monge : Lyle / Fist Puncher, Bouncy Castle, X-terminator, Stan, Coach Mendez, Horsegobble
- Barbara Beretta : La Cebolla et Abuelita
- Lila Lacombe : Tina
- Damien Ferrette : le ver d'oreille
- Aurore Saint-Martin : Naya, Mme Jamampour et Nordle
- Igor Chometowski : Copycat, Luchador, Jeff Strawberry
- Rémi Gutton : Neighslayer, Wacko Wally, Gary, Tucker
- Cécile Gatto : Billy, Crimson Haste, Michelle
- Fabrice Trojani : Arthouse, Larry
- Aurélie Konaté : Belle
- Maxime Baudouin : Tchotchke
- Killyan Najera Houbiers : Anthony
- Benjamin Bollen : le micro-manager, Jacques, Simon, Chad Goldenboy
- Prisca Demarez : Stacy
- Cédric Dumond : Charlie
- François Pacôme : Rat Cambrioleur, Chad, Pendulum Pete, Tobor
- Nicolas Beaucaire : Raul, Nightmarionette, Australian Dundee
- Valérie Zaccomer : Inga
- Charlotte Hennequin : Kelly
- Diane Kristanek : Dr. MedusaSaurus
- Pauline Smile : Itsy Bitsy, Marie Mitosis

## Production

### Développement
En octobre 2020, il a été rapporté que le co-créateur de Phinéas et Ferb et La Loi de Milo Murphy, Dan Povenmire, développait une nouvelle série animée avec une commande de vingt épisodes pour Disney Channel intitulée Hamster et Gretel avec la production de Disney Television Animation.
Dan Povenmire a présenté le spectacle pour la première fois en tant qu'animatique en 2019, avec lui fournissant toutes les voix. Le personnage de Hamster est né d'un dessin qu'il a fait sur son croquis lors du développement du film Disney+ : Phinéas et Ferb, le film : Candice face à l'univers (2020). Il a ensuite été affiné pendant que Dan Povenmire était en vacances avec sa famille à Aruba,.
La série marque le premier projet de Dan Povenmire en tant que showrunner sans Jeff « Swampy » Marsh car ce dernier développe ses propres projets après avoir créé son propre studio. Cependant, Marsh aura toujours un rôle de voix récurrent en tant que divers personnages de la série.
En septembre 2021, Joanna Hausmann a rejoint la série en tant que scénariste en chef, coproductrice et rédactrice en chef. Dan Povenmire l'a approchée après avoir écouté Joanna Hausmann parler de ses expériences en tant que vénézuélienne car il sentait qu'elle pouvait apporter de l'authenticité à la représentation vénézuélienne de la série. Il a également déclaré que l'émission vantait une représentation du TDAH par l'intermédiaire de Gretel.
En juin 2022, il a été annoncé que dix épisodes supplémentaires avaient été commandés, portant le nombre total de trente épisodes.
Le 13 janvier 2023, il a été annoncé que la série était renouvelée pour une deuxième saison, dans le cadre d'un programme global en accord avec Dan Povenmire et Disney Channel Worldwide.

### Écriture
L'écriture pour Hamster et Gretel a commencé en octobre 2020. Elle a été réalisée à distance en raison de la fermeture de Disney TVA pendant la pandémie de Covid-19.
La série était basée sur la relation de Dan Povenmire avec sa sœur beaucoup plus jeune qui selon lui n'avait jamais été représentée à la télévision auparavant, la réalisatrice Amber T. Hollinger a décrit la relation entre Kevin et Gretel comme l'objectif principal de la série, avec l'arc de Kevin centré sur son rôle de frère aîné après que Gretel ait reçu ses pouvoirs. Dan Povenmire s'est également inspiré de sa famille pour les personnages Kevin et Gretel.
La série présente des personnages principaux vénézuéliens : cela a été inspiré par le fait que Joanna Hausmann et la femme de Dan Povenmire soit vénézuélienne. La série a également incorporé plusieurs œufs de Pâques vénézuéliens.
La série se déroule dans le même univers que Phinéas et Ferb et La Loi de Milo Murphy avec des personnages des deux émissions faisant des camées à travers Hamster et Gretel. Cependant, Dan Povenmire a noté qu'il n'y avait pas de plans pour un crossover formel dans la série contrairement à La Loi de Milo Murphy.

### Animation
Snipple Animation et Synergy Animation fournissent tous deux des services d'animation pour la série en travaillant sur les premiers épisodes terminés en mai 2022. Les épisodes sont produits simultanément à différentes étapes, certains en pré-production et d'autres en post-production. La série comportera des séquences d'action qui ont une qualité plus cinématographique que Phinéas et Ferb et La Loi de Milo Murphy.

### Fiche technique
Sauf indication contraire, les informations mentionnées dans cette section peuvent être confirmées par la base de données cinématographiques IMDb,  présente dans la section « Liens externes ».
- Titre original : Hamster & Gretel
- Titre français : Hamster et Gretel
- Création : Dan Povenmire
- Réalisation : Brandi Young
- Scénario : Dan Povenmire, Rufino Roy Camacho II, Alex Estrada
- Musique :
  - Compositeur(s) : Danny Jacob
  - Compositeur(s) de musique thématique : Dan Povenmire
  - Thème d'ouverture : Hamster & Gretel Theme Song Music Video
- Production :
  - Producteur(s) : Brandi Young
  - Producteur(s) exécutive(s) : Dan Povenmire
- Société(s) de production : Disney Channel, Disney Television Animation
- Pays d'origine : États-Unis
- Langue d'origine : Anglais
- Format :
  - Format image : 720p (HDTV)
  - Format audio : 5.1 surround sound
- Genre : Comédie
- Durée : 22 minutes (2 × 11 minutes)
- Date de première diffusion :
  - 12 août 2022 sur Disney Channel
  - 22 octobre 2022 sur Disney Channel Belgique
  - 11 mars 2023 sur Disney Channel France
- Classification : déconseillé aux moins de 7 ans

Adaptation
Version française
- Société de doublage : Dubbing Brothers
- Direction artistique : Jean-Claude Donda
- Adaptation des dialogues : Nadine Delanoë, Virginie Acariès
- Direction musicale : Quentin Bachelet

## Épisodes
| Saison | Saison | Épisodes | États-Unis        | États-Unis      |
| Saison | Saison | Épisodes | Début             | Fin             |
| ------ | ------ | -------- | ----------------- | --------------- |
|        | 1      | 30       | 12 août 2022      | 9 décembre 2023 |
|        | 2      | 20       | 14 septembre 2024 | 13 avril 2025   |

### Saison 1 (2022-2023)
1. De nouveaux pouvoirs / Un coup à prendre (Empower Failure / Oakey Dokey)
2. La recette du désastre / Fracasse Maths (Recipe for Disaster / Math Punch)
3. Rivalité fraternelle héroïque / Le bouc est mystère ! (Superhero Sibling Rivalry / Close Shave)
4. C'est le pompon / La ballade de La Cebolla (Cheer Cheer Bang Bang / La Ballad of La Cebolla)
5. Félin pour l'autre / Hénni soit qui mal y pense (Comic Shop CopyCat / Neigh, It Ain't So!)
6. L'ado Minivan / Docteur Jean Guille (Saturday Homecoming Fever / Dr Eelgood)
7. L'opposé de l'intelligence / L'anniversaire de Bailey (The Opposite of Smart / Birthday Besties)
8. Je m'ennuie / La Mignonne et la Bête (I'm Bored / Cutie and the Beast)
9. Le Cauchemarionette / Le monde d'Abuelita (The Nightmarionette / Abuelita's World)
10. Ce qui se passe à Vegas (en deux parties) (U.F. UH-OH! : Part I & II)
11. Punie / La nouvelle (Grounded / Sleepover With the Enemy)
12. La frousse du vendredi soir / Le ver d'oreille (Friday Night Fright / The Earworm)
13. Un problème de mammouth / Le coq nain de l'opéra de l'école primaire (A Mammoth Problem / A Mammoth Problem)
14. Amnésie / Rencontre avec un scone (Hamnesia / Romancing the Scone)
15. Belle, le troll d'Internet  / Un public captif (For Whom the Belle Trolls / An Arthouse Divided)
16. La Justigator contre El Luchador /  La fête de la Fraise (The Litigator vs. The Luchador / Strawberry Fest Forever)
17. L'épisode de la bouteille /Le micro-manager (The Bottle Episode / Micromanager)
18. Quand la vie te donne un citron / Positivité (When Life Gives You Lemons / Self-HEELP!)
19. Mon amie invisible / Une vilaine nounou (My Invisible Friend / The Bitter Sitter)
20. Catastrophe au lagon / Churro' en vadrouille (Let's Sea What You've Got / Churro's Day Out)
21. Miss Véloce / Les Blagueurs Saboteurs (Crimson Haste Makes Waste / The Break-Stuff Club)
22. Un reportage de Veronica Hill / La reine des glaces (Over the Hill / The Ice Queen Cometh)
23. La Sombrerona / Deux filles, un garçon et le Conseil de Düm (La Sombrerona / Two Girls, A Guy, and the Council of Düm)
24. De Nano à Nano / L'improbable histoire de la docteure Medusasaure (Nano a Nano / The Ultimate History of Dr. MedusaSaurus)
25. Pas d'entorse, pas de victoire / À la recherche du Professeur Exclamation (No Sprain, No Gain / Finding Professor Ex)
26. Bayou Barb / La guerre des oreillers (Bayou Barb / The Great Pillow War)
27. L'heure du silence / Ado, j'étais un savant fou (Shush Hour / I Was a Teenage Mad Scientist)
28. Trop de Marie / Fred présidente (Too Many Crooks / President Fred)
29. Dispersion / Jeu dangereux (Flake It Till You Make It / Game Changer)
30. Exclamation contre-attaque (Exclamation Strikes Back)

### Saison 2 (2024-2025)
1. Hakuna Ma Kevin / La grande telenovela américaine (Hakuna Ma Kevin / The Great American Telenovela)
2. Le repaire des héros / Tobor entraîneur (Lair Necessities / Tobor or Not Tobor)
3. Rupture fraternelle / Aïe Aïe l'I.A. (Evil Upheaval / Ay, Ay, A.I.)
4. Trop de stress / Le nouveau voisin (Stress Brawl / I Love Luchie)
5. Alerte météore / Sous couverture (The More The Meteor / My Hammie Vice)
6. La bataille des Fred / Poussière d'acariens (Last Fred Standing / From Dust Till Dawn)
7. La mascotte n'a plus la cote / Blague à part (I Think Therefore I Slam / Thanks, But No Pranks)
8. Le silence de Tchotchkes / Le négociateur (The Silence of the Tchotchkes / A Car is Born)
9. Chargé à bloc / Pieds et poings liés (Who's In Charge? / Fools of Engagement)
10. Les nouvelles aventures de Super Kevin (The New Adventures of Super Kevin)
11. A la recherche de Super Guy / Une tata très rock (The Search for Super Guy / Lorraine, Rattle, and Roll)
12. Dernier train pour Dullsville / Fred présidente (Last Train to Dullsville / Fred of State)
13. Hamster Ex Machina /Triangle amoureux (Hamster Ex Machina / Awkwardly Ever After)
14. Bipez le docteur Potatini / Panta-chic (Paging Doctor Potatini / Snazzy Pantzz)
15. La fine fleur de l'école / Nez pour la victoire (Gentlemen Prefer Fronds / Sock It To Me, Bailey!)
16. Un jour sans pouvoir / On aime Ordinateur Principal (No Powers Day / Everybody Loves Main Computer)
17. Gretel en première ligne / Un vendredi grinçant (Gretel Keeps It Reel / Squeaky Friday)
18. Grand chelem / L'art de l'imposture (Gran Slam / The Art of Deception)
19. Mademoiselle Direct / Un visage pour deux (Miss Direct / Trading Faces)
20. Qui a peur de Mordros l'annihilateur ? (Who's Afraid of Mordros the Annihilator?)

## Courts-métrages

### Mini-épisodes
Dans le cadre d'une campagne promotionnelle, Disney Channel a commencé à diffuser le Disney Theme Song Takeover dans lequel des personnages de soutien de différentes émissions ont interprété la chanson thème de la série dans laquelle ils se trouvaient.
1. Kevin Theme Song Takeover

### Chibiverse
Chibiverse est une série de courts métrages qui dépeignent des personnages de diverses propriétés de Disney Channel dans une animation de style chibi. En septembre 2022, la série a commencé à publier des courts métrages basés sur Hamster et Gretel.
1. Ice Cream Rewind
2. Museum Mayhem
3. Rollercoaster Romance
4. Laundry Day

## Personnages principaux
- Kevin Grant-Gomez : Kevin Grant-Gomez est un jeune garçon de 16 ans et le frère aîné de Gretel qui essaie d'aider Hamster et Gretel à devenir des super-héros. Il est le cerveau en raison de sa capacité de réflexion rapide et de sa capacité à résoudre des problèmes dans des moments difficiles.
- Gretel Grant-Gomez : Gretel Grant-Gomez est la jeune sœur de Kevin qui acquiert des super pouvoirs et devient une super-héroïne. Même si elle veut bien faire, Gretel a tendance à aggraver les problèmes en utilisant la force brute.
- Hamster : Hamster est le hamster stoïque de Kevin et Gretel qui obtient des super pouvoirs avec Gretel. Il obtient également la capacité de parler, mais le fait généralement dans des moments de soulagement comique.

## Commentaires
Hamster et Gretel a été créée sur Disney Channel le 12 août 2022. Les cinq premiers épisodes de la série ont été ajoutés sur Disney+ le 17 août 2022 ce qui a entraîné la sortie des épisodes 3 à 5 avant leurs premières télévisées. De même, les épisodes 6 à 15 ont été ajoutés sur Disney+ le 8 février 2023, ce qui a entraîné la sortie de l'épisode 15 avant sa première télévisée plus tard dans la semaine.

## Réception critique
Brandon Zachary de CBR.com a déclaré : « Hamster & Gretel delivers a new take on a lot of well-worn genres from Disney Animation. It's quietly a solid parody of superhero narratives, with one of the minds behind Phineas and Ferb helping usher in a new generation of bizarre heroes and villains. It's a down-to-earth cartoon sitcom focusing on a multicultural family dealing with some absurd situations. It's also a show where a hamster sometimes punches adults into submission -- a very silly direction that was very much by design ».
Tony Betti de LaughingPlace.com a donné à Hamster et Gretel une note de 4 étoiles sur 5, en disant : « At only a few episodes in so far, the show has already started building a universe that is sure to become lush and full of details and recurring characters that we will likely see throughout. While the show already has a built-in villain-of-the-week premise, the setup has also been built to include overarching enemies and even non-threatening characters that we’ll see again and again. Namely cousin Fred, and Kevin’s crush. We also see hints at how expansive Kevin and Gretel’s family is, all of which will likely come into play in the weeks and months ahead, giving fans a world in which they can immerse themselves into when viewing and will likely keep them coming back for more. However, they need to figure out the target audience where those fans will come from first. Once they do, (and they still have time) it will be solid programming ».
Diondra Brown de Common Sense Media a attribué à la série une note de 3 étoiles sur 5 et a fait l'éloge de la représentation de messages positifs et de modèles, déclarant que « les personnages favorisent l'authenticité de soi, l'amitié et la serviabilité, tout en notant les diverses représentations à travers les races et les religions. arrière-plans de personnages différents ».